# Campeonato de España de Ciclismo en Ruta 1928
El XXVIII Campeonato de España de Ciclismo en Ruta se disputó en Madrid el 21 de octubre de 1928. La prueba se disputó en formato contrarreloj sobre una distancia de 100 kilómetros.
El ganador de la prueba fue el corredor Telmo García. Eduardo Fernández y José María Sans completaron el podio.

## Clasificación final
| Pos. | Ciclista             | Equipo | Tiempo    |
| ---- | -------------------- | ------ | --------- |
| 1.   | Telmo García         | -      | 2h 48'20" |
| 2.   | Eduardo Fernández    | -      | a 57"     |
| 3.   | José María Sans      | -      | a 7'30"   |
| 4.   | Ricardo Montero      | -      | a 7'55"   |
| 5.   | Ubaldo Muñoz         | -      | a 10'28"  |
| 6.   | Miguel Mucio         | -      | a 10'39"  |
| 7.   | Luis Grosocordón     | -      | a 12'12"  |
| 8.   | Segundo Barruetabeña | -      | a 13'07"  |
| 9.   | Jesús Dermit         | -      | a 15'04"  |
| 10.  | Mariano Cañardo      | -      | a 16'05"  |